# Nedarim (Talmud)

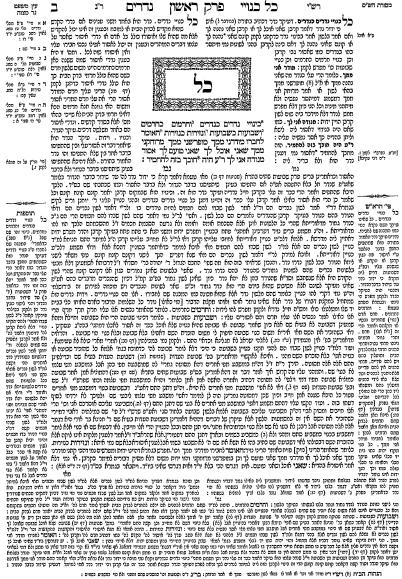
La primera página en Tractate Nedarim, a ambos lados de la Gemara (el texto en el centro de la página), comentarios de Rashi y de HaRan.

Nedarim es un tratado del orden de Nashim de la Mishná y el Talmud. En el judaísmo, un néder (en hebreo: נדר) (en plural: nedarim), es una declaración, hecha usando el nombre de Dios, de la aceptación de una promesa hecha por uno mismo, declarando que la promesa debe cumplirse con la misma importancia que una Halajá. El néder puede consistir en realizar algún acto en el futuro (ya sea una vez o con regularidad) o en abstenerse de un tipo particular de actividad de la elección de la persona. El concepto del néder y la ley judía rodeada se describe al principio de la parashá de Matot.

## Introducción
La palabra néder es a menudo traducida al español y a otros idiomas como un voto, pero esto es inexacto: un néder no es ni un voto ni un juramento (conocido en hebreo como "shevuá"). La simple recitación de un voto no se considera un juramento. No hay una sola palabra en español para describir un néder. La palabra "néder" se menciona 33 veces en el Pentateuco, 19 de las cuales aparece en el Libro de los Números.
El judaísmo considera que el poder de la palabra es muy fuerte. Es el habla la que distingue a los humanos de los animales, y tiene el poder de lograr mucho para bien o para mal. Debido a la fuerza de un néder, y al hecho de que uno debe cumplirse absolutamente si se hace, muchos judíos piadosos se dedican a la práctica de decir: bli néder, después de una declaración de que harán algo, lo que significa que su declaración no es un néder vinculante en el caso de que no puedan cumplir su promesa debido a circunstancias imprevistas. La manera más común de hacer un néder es a través de la pronunciación verbal. Pero según algunas opiniones, la realización de un acto en tres ocasiones consecutivas es como un néder.

## Razones para hacer un néder
El pueblo judío tradicionalmente ha hecho nedarim por una variedad de razones (algunas de las cuales se citan a continuación, para mayor ilustración).

### Piedad personal
Algunos nedarim están hechos por cercanía a Dios y por dedicación personal. El néder es una forma de comprometerse con la Torá y con las mitzvot y la práctica de la religión. Por ejemplo, es común que un tzadik que está en un nivel muy alto de práctica de la Torá establezca nuevas pautas en su vida.

### Gratitud
Los nedarim a veces son hechos por gratitud hacia Dios por haber sido el beneficiario de alguna forma de bondad de la mano de Dios, tal como un milagro. Por ejemplo, alguien cuya vida ha sido salvada de la cercanía de la muerte podría hacer un nuevo néder como un compromiso hacia Dios.

### Mejoramiento personal
Uno que desea mejorarse a sí mismo puede hacer un néder con el fin de cambiar su comportamiento para mejor.

### En tiempos de necesidad
Algunos judíos en tiempos de desesperación han hecho nedarim con la esperanza de que Dios responda a sus oraciones a cambio de hacer un compromiso. Esencialmente, están regateando con Dios para satisfacer sus necesidades. Por ejemplo, una mujer que no puede tener hijos puede hacer un néder para dar una cierta cantidad de caridad si es bendecida con hijos.

## Anulación de un néder
Generalmente, un néder es tan fuerte que no puede ser roto, y hacerlo constituye un aveirá (pecado). Por esta razón, es mejor no hacer un néder, que hacer un néder y no guardarlo. Pero hay veces en que la Halajá permite que se rompa un néder. Un néder puede ser anulado por un Beit din (un tribunal rabínico de la Ley judía, compuesto por al menos tres hombres adultos), o por un Talmid jajam (un erudito de la Torá). Cualquiera de los dos debe preguntar al individuo que originalmente hizo el néder por qué ahora desea que su néder sea anulado.

### Un néder hecho por la mujer
Según la Torá, un néder pronunciado por una mujer casada, o por una mujer que aún vive en la casa de su padre, puede ser anulado por su marido o por su padre, respectivamente, si así lo desean, pero solo el día en que escuchan el voto. De lo contrario, el néder no puede romperse. El néder de una viuda o divorciada también es vinculante una vez pronunciado. El hecho de que un néder de una mujer pueda ser tan fácilmente invalidado por un hombre ha sido criticado por algunas feministas contemporáneas, aunque otras lo ven como una bondad en el judaísmo hacia las mujeres. Según este último punto de vista, en el matrimonio, es un medio de mantener a las parejas maritales en armonía al requerir que las mujeres discutan un néder con su esposo antes de asumirlo.

### Días festivos
Tradicionalmente, alrededor de las fiestas mayores, todos los nedarim son anulados con el fin de liberar a todas las personas de la responsabilidad en caso de que no se cumplan. Primero son anulados en la víspera de Rosh Hashaná, y luego por la recitación del Kol Nidre, al comienzo de Yom Kipur. La práctica común es que grupos de personas, como miembros de la familia o un minyán, pidan la anulación juntos. Pero quien no puede hacer esto, puede confiar en el Kol Nidre de la comunidad, que se recita en nombre de todos los judíos.
Los nedarim que se anulan deben ser aquellos que uno no recuerda haber hecho. Si uno recuerda que ha hecho un neder, debe recitarlo al menos a tres hombres adultos que estén familiarizados con las leyes del neder. Durante los días festivos, los siguientes tipos de nedarim pueden ser anulados:
- El cumplimiento de un mandamiento voluntario.
- Una práctica que va más allá de los mandamientos de la Torá.
- Una práctica que ya se realizó en tres ocasiones consecutivas.
- Un néder para dar caridad (tzedaká).

## El néder nazirita
Un tipo común de néder es el de los nazaríes. Un néder puede ser hecho por un nazareo, por un período de tiempo o a veces de por vida, por cualquiera de las razones antes descritas. El nazareo debe abstenerse de consumir bebidas alcohólicas o productos de la vid, cortarse el cabello o exponerse a cadáveres, incluyendo a sus parientes más cercanos.